# ローガン・ポール
ローガン・アレクサンダー・ポール（Logan Alexander Paul、1995年4月1日 - ）は、アメリカ合衆国オハイオ州生まれのYouTuber、インターネットセレブリティ、俳優、プロボクサー、プロレスラーである。ブランドの広告に出演しており、弟のジェイク・ポールも、YouTuberとして知られている。
フォックス放送の2017年ティーン・チョイス・アワード male web star/comedy web star/YouTuber受賞。

## 来歴
ポールは弟のジェイクとともに中学校時代から趣味でYouTube動画製作をしていた。
ウェストレイク高校時代には、アメリカンフットボールのラインバッカーとして活躍し、アマチュアレスリングではオハイオ州高校体育協会のディビジョンIレスリング選手権に出場した。
オハイオ在住時にポールはVineに動画を投稿し90万人以上のフォロワーを得た。ビッグになるためオハイオ大学を中退してロサンゼルスに拠点を移し、後にYouTubeやFacebookへのコメディ動画投稿に注力した。ポールはYoutubeが資金を提供する番組に出演し、ポールの動画は有料番組配信サービスYouTube Redプログラムにも含められていたが、2017年12月末に日本の青木ヶ原で撮影した死体の動画に非難が集中（後述）し、広告ラインアップ Google Preferredから除名された。
年収14億円相当といわれる(2018年時点)。フォーブスによればポールはFacebook投稿1回で15万ドルを稼ぐ。

### ボクシング活動

#### アマチュアボクシング
2018年8月25日、イギリス・マンチェスターのマンチェスター・アリーナで、YouTubeボクシング王座を保持するイギリスの人気YouTuberのKSIと、ヘッドギアと12オンスグローブを着用した3分6ラウンドのアマチュアボクシングの試合で対戦。「歴史上最大のインターネットイベント」や「史上最大のアマチュアボクシングマッチ」と喧伝され、アップロード・イベンツがメインプロモーターとなり、マイケル・バッファーがリングアナウンサーを務めた。試合結果は、判定0-1(57–58、57–57、 57–57)の引き分けとなったが、YouTubeのペイ・パー・ビューにて視聴価格10ドルで世界配信され、販売件数が120万件に達する成功を収めた。

#### プロボクシングデビュー
2019年11月9日、アメリカ・ロサンゼルスのステイプルズ・センターで、KSIと再戦した。今回はアマチュアボクシングではなく、プロボクシングプロモーターのエディー・ハーンがプロモーターを務め、両者ともカリフォルニア州のアスレチックコミッションでプロ選手ライセンスを取得して、プロボクシングデビュー戦のクルーザー級6回戦として試合を行った。試合は、ポールは4回にダウンを奪うも、ダウンしたKSIの後頭部に追撃のパンチを入れて反則を取られ2点減点されたのが響き、1-2(55–56、54–57、56–55)の判定で敗れた。カリフォルニア州アスレチックコミッションへの申告では、KSIとポールのファイトマネーはそれぞれ90万ドル（約9800万円）とされている。
この試合が、プロボクシングの試合で、前座で、WBO世界スーパーミドル級王者ビリー・ジョー・ソーンダースと、WBC世界ライト級王者デヴィン・ヘイニーの、世界王者の防衛戦が2試合組まれると発表されると、ボクシング関係者やファンから「ボクシングへの侮辱」「金儲け目的だけの試合」「プロボクシングの試合として相応しくない」などの批判を受けたが、カリフォルニア州アスレチックコミッションのエグゼクティブディレクター、アンディ・フォスターは「彼らがYouTubeのスターでなくても、この試合は、アメリカ中のどこの州でも、アスリートのデビュー戦として承認されていただろう」とプロボクシングの試合として何ら問題はないと述べ、ニューヨーク・タイムズでも「この試合は、停滞しているボクシングに、新規ファンを呼び込むことになるだろう」といった主旨の記事が掲載された。プロボクサー側からも、デオンテイ・ワイルダー、アンソニー・ジョシュア、タイソン・フューリー、アンディ・ルイス・ジュニアらが、ボクシングのファン拡大などボクシングに利益をもたらすとして、この試合を支持するコメントを出した。
また興行面でも、アメリカでは試合がDAZNによって配信されたが、視聴者数が、サウル・アルバレス対セルゲイ・コバレフや、アンソニー・ジョシュア対アンディ・ルイス・ジュニア第一戦の試合を超え、それまでDAZNアメリカが中継したボクシングの歴代最高視聴者数を記録した（世界のDAZN視聴者数でも2019年のボクシング第3位）。試合会場にもジャスティン・ビーバー、マイク・タイソン、ウィズ・カリファといった多くのセレブリティーが観客として訪れた。

#### エキシビションマッチでメイウェザーと対戦
2020年9月17日、ボクシングで5階級制覇を達成したフロイド・メイウェザー・ジュニアとエキシビションマッチを行う計画が浮上していることが報じられた。
試合日は、一旦は2021年2月20日開催で正式決定の発表があったが、その後同年2月2日に試合の延期を公式に発表し、最終的には6月6日にエキシビション試合を行うことを発表した。
2021年5月6日、メイウェザーとローガンが公開記者会見を行い、ステージ上で、メイウェザーが「一晩で2人と戦うつもりだ」とポール兄弟を指さして挑発すると、ローガンは、長年スキンヘッドだったが突然髪を伸ばし始めたことで植毛疑惑が持ち上がったメイウェザーに「このステージで偽物なのはフロイドの生え際だけだ」と反撃。またメイウェザーが「俺が最後に試合を行ったのは日本だった。ローガンは日本の人々に対して非常に無礼を働いた」と互いにトラッシュトークを展開した。
2021年6月5日、試合前日の公開計量を行い、ローガンには190ポンドの体重制限がかけられ、メイウェザーには体重制限がかけられていない契約で、メイウェザーは155ポンド（70.3キロ）、ローガンは189.5ポンド（85.9キロ）で計量。体重差は約15キロとなり身長もローガンが15センチ上回ったが、メイウェザーは、これまでにも試合当日までに対戦相手が大幅に増量をした体重差のある試合を何度も経験しており、ボクシングの経験がアマ1戦（0勝0敗1引分）、プロ1戦（0勝1敗）しかないローガンとはボクシングのスキルや経験でかなり差があるので体重差は問題にならないと語った。
2021年6月6日、フロリダ州のハードロック・スタジアムで、フロイド・メイウェザー・ジュニアとローガン・ポールが、ジャッジを置かない判定無しの、KOかレフェリーストップのみで決着する、3分8ラウンド、10オンスグローブを着用し、ヘッドギア無しの、フロリダ州ボクシングコミッションが認可しないボクシングのエキシビション試合で対戦。
ブックメーカーの試合前のオッズでは1対6.5（引き分けは13倍）でメイウェザーの圧倒的優位予想で、メイウェザーは「ファンを楽しませることを考えている」「エキシビションだが、ファンは血を見たいだろう」など語っていた。試合は、ローガンは1回の終盤に力まかせのパンチを振るいラッシュでメイウェザーをコーナーに追い詰め、4回には右フックをヒットさせメイウェザーが一瞬よろめく場面を作ったが、スタミナが切れた中盤以降は学生時代にやっていたアマチュアレスリングの経験を生かしたクリンチに終始。一方メイウェザーは現役時代のようなフットワークはほとんど使わずにガードを高く上げて前進するスタイルでローガンにパンチを何発かクリーンヒットさせたものの、体重差からパンチをクリーンヒットさせてもダメージを与えられずKO決着どころかダウンすら奪うことが出来ずに終わり、手数もローガンの手数217発（ヒット28発）に対してメイウェザーは手数107発（ヒット43発）と、体格差とクリンチ戦法に手を焼きローガンの半分しか手数を出せなかったことで、見せ場がほとんど無く不完全燃焼な試合内容に会場はブーイングに包まれた。それでも試合をコントロールしたメイウェザーの完勝ペースで試合は終了したが、KOかレフェリーストップのみで決着する判定無しのルールだったため勝敗は付かなかった。
2021年12月27日、ポールが自身のInstagramにメイウェザー戦のファイトマネーが未払いであると投稿した。ポールによると、ファイトマネー自体は支払われれているが、ペイ・パー・ビュー売上の歩合分である200万ドルから500万ドルが未払いだという。

### プロレスラーとして
2021年4月2日、特別ゲストとしてWWEのスマックダウンに登場し、レッスルマニア37に登場することが発表される。レッスルマニア37ではサミ・ゼインのセコンドとして登場するが、ゼインの敗北後に裏切って対戦相手のケビン・オーエンズに握手を求めるが、逆にスタナーを浴び、大の字となった。
2022年2月22日のロウでザ・ミズとタッグを組み、レイ・ミステリオ、ドミニク・ミステリオ親子とレッスルマニア38にて対戦することがミズから発表された。デビューに当たり、パフォーマンスセンターにてグレゴリー・ヘルムズの指導を受けていることも報じられている。
4月2日レッスルマニア38初日にてプロレスデビュー。ミステリオ親子に対しセカンドロープからのフロッグスプラッシュを決めるなどし、最後はミズが必殺技のスカル・クラッシング・フィナーレを決めて勝利。しかし、試合後にミズに裏切られ、スカル・クラッシング・フィナーレを浴びた。
6月30日、WWEと正式契約を結んだと自身のSNSで発表した。
2024年4月、レッスルマニア40でケビン・オーエンズ、ランディ・オートンらと3way形式のUS王座戦を戦ったが、勝利し王座防衛に成功した。
2024年8月、サマースラムでLAナイトに敗れUS王座から陥落した。
2025年3月、エリミネーション・チェンバー戦に参戦も、3番目に脱落。レッスルマニア41での統一WWEユニバーサル王座挑戦権を逃した。
2025年4月、レッスルマニア41でAJスタイルズから勝利。
2025年6月のマネー・イン・ザ・バンクでジョン・シナと組み、コーディ・ローデス、ジェイ・ウーソに挑戦するも敗北。

## 戦績

### プロボクシング
| プロボクシング 戦績 | プロボクシング 戦績 | プロボクシング 戦績 | プロボクシング 戦績 | プロボクシング 戦績 | プロボクシング 戦績 | プロボクシング 戦績 |
| ------------------- | ------------------- | ------------------- | ------------------- | ------------------- | ------------------- | ------------------- |
| 2 試合              | (T)KO               | 判定                | その他              | 引き分け            | 無効試合            |                     |
| 1 勝                | 0                   | 0                   | 1                   | 0                   | 0                   |                     |
| 1 敗                | 0                   | 1                   | 0                   | 0                   | 0                   |                     |

| 戦           | 日付           | 勝敗 | 時間    | 内容    | 対戦相手         | 国籍           | 備考 |
| ------------ | -------------- | ---- | ------- | ------- | ---------------- | -------------- | ---- |
| 1            | 2019年11月9日  | ★    | 6R      | 判定1-2 | KSI              | イギリス       |      |
| 2            | 2023年10月14日 | ☆    | 6R 2:55 | 失格    | ディロン・ダニス | アメリカ合衆国 |      |
| テンプレート |                |      |         |         |                  |                |      |

### ボクシングエキシビション
| 戦           | 日付         | 勝敗 | 時間 | 内容     | 対戦相手                         | 国籍           | 備考 |
| ------------ | ------------ | ---- | ---- | -------- | -------------------------------- | -------------- | ---- |
| 1            | 2021年6月6日 | △    | 8R   | 判定なし | フロイド・メイウェザー・ジュニア | アメリカ合衆国 |      |
| テンプレート |              |      |      |          |                                  |                |      |

### アマチュアボクシング
| 戦           | 日付          | 勝敗 | 時間 | 内容    | 対戦相手 | 国籍     | 備考 |
| ------------ | ------------- | ---- | ---- | ------- | -------- | -------- | ---- |
| 1            | 2018年8月25日 | △    | 6R   | 判定0-1 | KSI      | イギリス |      |
| テンプレート |               |      |      |         |          |          |      |

### プロレス
WWE
- WWE・ユナイテッドステイツ王座 : 1回[52]

## メイウェザーとのエキシビジョンマッチに関するエピソード
2020年11月17日、ローガン・ポールが、「俺のパンチが1パンチでもフロイドを捉えたら、このマヌケ野郎は真っ二つになるだろう」「俺がフロイドを喧嘩で捕まえたら、ストリートファイトでだ、倒してしまうだろう。間違いない」「総合格闘技？オクタゴン？、やっつけてやるよ」「フロイドが唯一安全な場所はボクシングのリングだろうけど、俺はいっこうに構わないよ。俺はいつでも、どこでも、どんな場所でも、フロイドと戦うよ」「俺は身長で8インチ（20センチ）高く、体重で40ポンド（18キロ）重い。年齢は彼の半分で、彼より2倍ハングリーで、10倍スマートだ」と、メイウェザーを挑発した。
2020年11月19日、メイウェザーが自身のSNSで、「YouTubeガールズ（ローガン・ポール）は、一緒に遊ぶバービー人形を見つけたほうがいい。俺は子供向けのゲームじゃないんだ。3年前、UFCのファイター（マクレガー）が俺の名前を口にしたので、そのクソ野郎に口輪をはめてやらなければならなかった。俺が再び日本に行って勝利をあげる前に、ローガン・ポールは同じ扱いを受けることになる」と、ローガン・ポールの挑発に応じた。ローガン・ポールはこれにSNSで、「小さい男（メイウェザー）からの大きなツイート」と挑発すると、「50勝1敗」と対戦すればメイウェザーに初黒星をつけると予告した。
2020年11月19日、ローガン・ポールが自身のSNSに、「ヘイ、フロイド。最初は、契約書にサインをしないのは、お前が1パンチでレガシーを傷つけられたくないからだと思っていた。でも今は、多分お前は自分の名前の書き方がわからないから、サインをしないのじゃないかと思っている。でも心配すること無いぞチャンプ、教えてやる。これを見ろ、お前にカンニングペーパーを作ってやったんだ。これがお前の名前だ、フ、ロ、イ、ド、メ、イ、ウェ、ザー。簡単だろ、サインをしやがれ、フロイド」と、ジムの壁にメイウェザーの名前の紙を貼って、機能的非識字者と揶揄されることもあるメイウェザーを挑発する動画を投稿した。

## 不祥事

### 青木ヶ原「自殺死体動画」
ポールは知人らとともに来日し、2017年12月末に青木ヶ原を散策し、男性の死体を発見。それらの様子の一部始終を撮影しており、死体にモザイクをかけて12月31日、YouTubeにアップロードした。また、動画の中でポールと一行はすぐに警察に通報し、遺体の様子にショックを受ける反面、この動画を「これは、YouTubeの歴史に残る瞬間になる」としたり、冗談を言い合う場面も見られた。
この動画はYouTubeで何百万人もの視聴者が見ることになり、ポールに対する批判も殺到。動画は即座に削除された。俳優のアーロン・ポールは「気分が悪い。多くの若い人がお前を尊敬しているなんて信じられない。（中略）お前は完全にゴミクズだ」とポールを強く批判。ピューディパイやフィリップ・デフランコといった他のYouTuber達からも、本件でのポールの態度が不謹慎であるとされ、日本で行った数々のいたずら行為を撮影した動画もまた批判の対象となった。
ポールはその後、謝罪文や謝罪動画をアップロードした。
なお、この事件をきっかけに「YouTubeは動画収益化の条件を更に厳格化する」ことになった、と東京スポーツは報道しているが、YouTube側は俗説だと公式に表明しており、長期的に検討を加えた結果で、たまたまポールの問題とタイミングが合っただけであるとしている。

## ペイ・パー・ビュー売上げ
| 開催年月日   | イベント                                              | 売上げ  | テレビ局         | 備考   |
| ------------ | ----------------------------------------------------- | ------- | ---------------- | ------ |
| 2021年6月6日 | フロイド・メイウェザー・ジュニア vs. ローガン・ポール | 100万件 | SHOWTIME・Fanmio | 50ドル |

## 入場曲
- Heart Cold
- Hurricane
- Take Flight - 現在使用中